# مزدا سی‌ایکس-۹

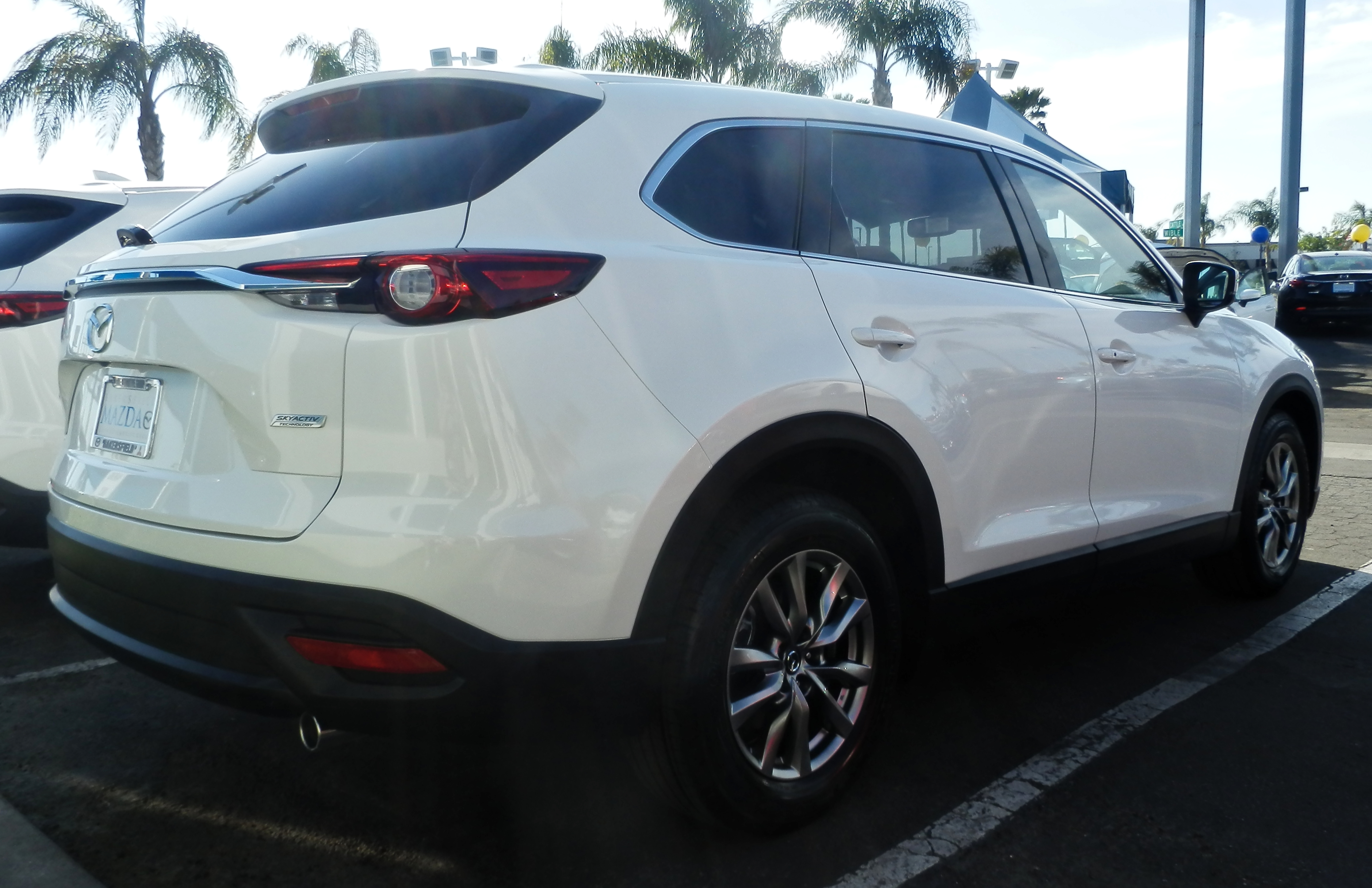
نمای عقب مزدا سی‌ایکس-۹

مزدا سی‌ایکس-۹ (Mazda CX-۹) خودرویی است که از سال ۲۰۰۷ تا کنون توسط شرکت مزدا در هیروشیما ژاپن تولید شده‌است. طراحی آن موتور جلو، خودرو محور جلو و خودرو چهار چرخ محرک بوده طول آن در حالت طبیعی ۵٬۰۷۵ میلیمتر (۱۹۹٫۸ اینچ) و عرض آن در حالت طبیعی ۱٬۹۳۵ میلیمتر (۷۶٫۲ اینچ) است. سیستم جعبه‌دندهٔ آن ۶ دنده به صورت خودکار است.